# 臺東峽谷
22°21′00.3″N 121°29′56.2″E / 22.350083°N 121.498944°E
臺東峽谷，臺灣海底地形之一，位於臺灣島的東南方海域，為通過綠島與蘭嶼之間的海床（即呂宋島弧），並貫穿與深切花東海盆，將陸地之卑南溪、海岸山脈與海底之琉球海溝所連接起的一處峽谷，因此又稱「臺東海底峽谷」。

## 簡介
臺東峽谷源起於卑南溪，與陸地之海岸山脈相連接，一路向南深入臺東海槽。大約到了北緯22度25分位置，臺東峽谷急折向東，在與呂宋島弧相連之處是為最寬，約14公里之寬。繼續向東，進入花東海盆之後，臺東峽谷便開始呈現東北－西南之走向，約於北緯22度25分，東經122度40分位置改向，呈現北－北西之走向，來到北緯22度58分，東經122度32分位置，便轉回東北－西南之走向。最後，臺東峽谷與北方之花蓮峽谷匯集，終迄於加瓜海脊北端，在接近琉球海溝之處是為最窄，約200公尺寬，之後便匯入琉球海溝，全長約230公里。
臺東峽谷是與北方之花蓮峽谷同樣具備對沉積物輸運功能的天然水道，它們都是將臺灣東部沿岸之沉積物輸往琉球海溝，尤以海岸山脈的沉積物皆為沿岸諸川帶入太平洋，藉由花蓮峽谷、臺東峽谷給帶入琉球海溝沉積，並也流入奇美、北三仙、南三仙等諸多峽谷，但這些峽谷全都輸往花東海盆。在地形上，花蓮峽谷、臺東峽谷都有著對花東海盆進行明顯的切割作用，其中光是臺東峽谷在花東海盆就大約有170公里長，下切深度大約在200公尺至500公尺之間，並且為花東海盆劃分出海底扇區與深海盆區，成為一條有著地形差異之天然界線。
由於加瓜海脊北端朝向八重山海脊（耶雅瑪海脊）的發展有著前緣阻擋之現象，恰為臺東峽谷匯入琉球海溝之處。在海洋研究學界做出的報告中，曾有謝欣崧、卓彥宇、楊宜學等人都有認為臺東峽谷疑似為活動斷層。其中，謝欣崧、楊宜學都認為臺東峽谷下方可能潛藏一條右移斷層；然而，卓彥宇則是除了懷疑臺東峽谷是有斷層分佈，並也不排除這是海脊隱沒的可能。在相關的研究調查有匱乏之故，現有的震測資料提供參考判斷之不足，使得臺東峽谷與地震的關係無法被證實是否存在著斷層。

## 資料來源
1. ↑  國立臺灣大學海洋研究所、科技部海洋學門資料庫. . 下載教學檔案 臺灣周圍海域海底地形圖. 科技部海洋學門資料庫. 2013年10月  [2015-10-09]. （原始内容存档于2016-03-04） （中文（臺灣））.
2. 1 2  俞何興.  (PDF). 海洋環境與生態研究所. 國立台灣海洋大學.   [2015-10-09] （中文（臺灣））.[永久]
3. 1 2 3 4  楊朝敏. . . 國立臺灣大學海洋硏究所. 2001 （中文（臺灣））.
4. 1 2 3 4  謝欣崧.  (PDF). 博碩士論文996202001詳細資訊. 國立中央大學地球物理研究所. 2012年6月  [2015-10-09]. （原始内容存档 (PDF)于2019-06-10） （中文（臺灣））.
5. 1 2  俞何興. .  初版. 國立臺灣大學出版中心. 2014年12月: 第45頁. ISBN 978-986-350-045-2 （中文（臺灣））.
6. 1 2 3  卓彥宇、李昭興. . . 交通部中央氣象局. 2011 （中文（臺灣））.
7. ↑  楊宜學. . . 國立海洋大學應用地球物理研究所. 1999 （中文（臺灣））.